# التدخل الأجنبي في الحرب اليمنية الأهلية

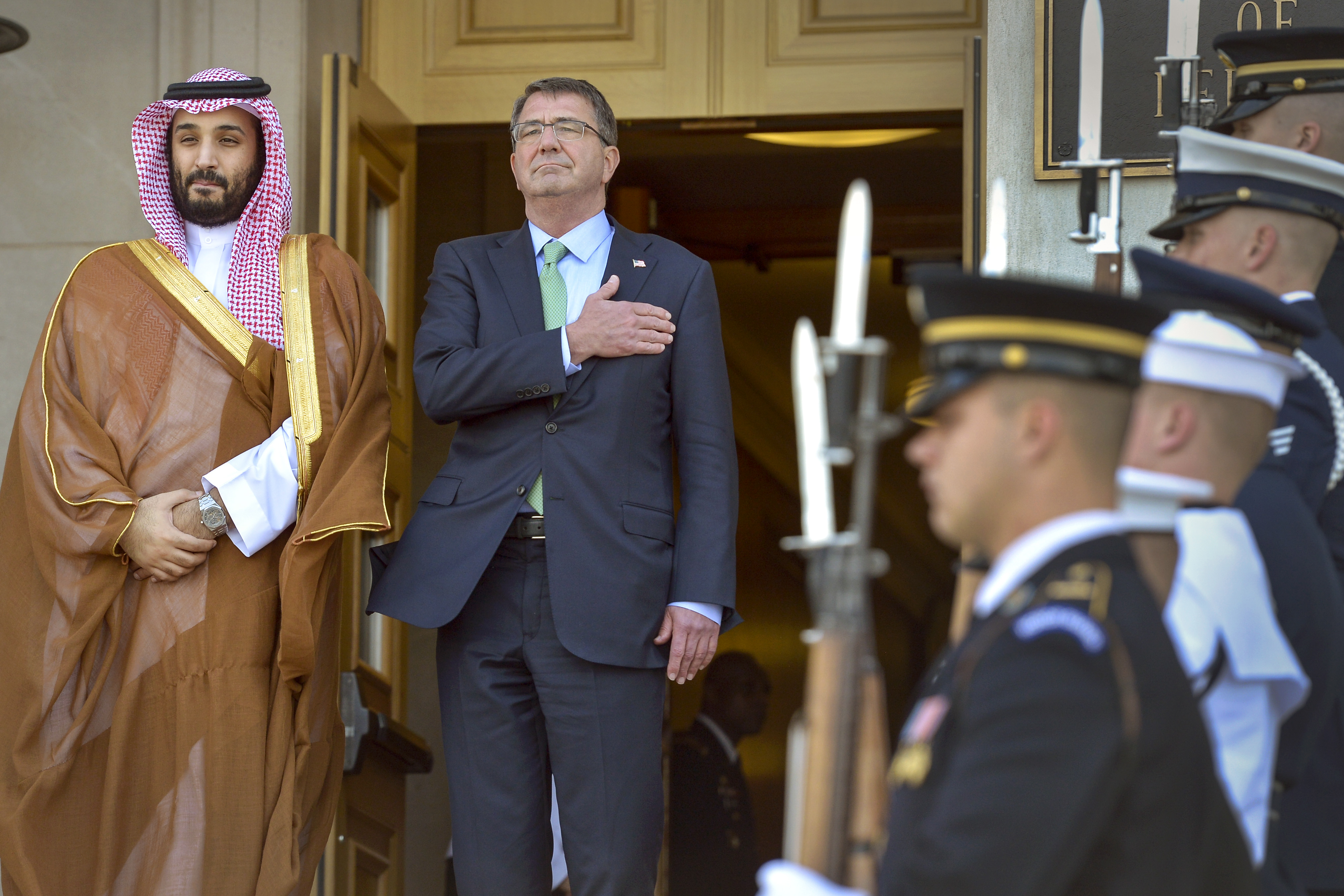
وزير دفاع الولايات المتحدة أشتون كارتر مع وزير الدفاع السعودي محمد بن سلمان آل سعود في 13 مايو 2015

خلال الحرب الأهلية اليمنية، ترأست المملكة العربية السعودية تحالفًا عربيًا تألف من تسع دول من الشرق الأوسط وأجزاء من إفريقيا استجابة لمطالب رئيس اليمن المُعترف به دوليًا والمؤيد للسعودية، عبد ربه منصور هادي، بالحصول على دعم عسكري بعد أن أطاح الحوثيون به بسبب الشكاوى الاقتصادية والسياسية، ما أدى إلى هروبه إلى السعودية.
تؤيد العديد من الدول، كالمملكة المتحدة والولايات المتحدة، التدخل الذي تقوده المملكة العربية السعودية في اليمن من خلال تزويدها بالأسلحة والمساعدة التقنية. عقدت فرنسا صفقات شرائية عسكرية حديثة مع المملكة العربية السعودية. وصفت منسقة الطوارئ في منظمة أطباء بلا حدود، كارلين كلايجر، الولايات المتحدة وفرنسا والمملكة المتحدة جزءًا من التحالف الذي تقوده السعودية، والذي فرض حظر الأسلحة ومنع جميع السفن من إدخال الإمدادات إلى اليمن. انتقدت جماعات حقوق الإنسان الدول التي تزود اليمن بالأسلحة واتهمت التحالف باستخدام الذخائر العنقودية المحظورة في معظم البلدان. أشار اتحاد أوكسفام إلى أن ألمانيا وإيران وروسيا باعت الأطراف المتنازعة أسلحة كذلك. قال طارق ريبل، رئيس برامج اليمن في اتحاد أوكسفام، «يصعب الجزم بأن سلاحًا يُباع للسعودية لن يُستخدم بطريقة ما في اليمن»، أو «في حال لم يُستخدم في اليمن، فإنه سيمكّن البلاد من استخدام أسلحة غيره في اليمن». دعت منظمة العفو الدولية الولايات المتحدة والمملكة المتحدة إلى التوقف عن تزويد المملكة العربية السعودية والتحالف الذي تقوده بالأسلحة.
دعت المنظمة المجتمع الدولي، بما في ذلك الولايات المتحدة والمملكة المتحدة، إلى وقف «تزويد الأسلحة التي يمكن استخدامها في الصراع في اليمن». في 3 أغسطس 2019، أشار تقرير للأمم المتحدة إلى احتمالية تواطؤ الولايات المتحدة والمملكة المتحدة وفرنسا في ارتكاب جرائم حرب في اليمن من خلال بيع الأسلحة وتقديم الدعم للتحالف الذي تقوده السعودية والذي يعتمد تجويع المدنيين باعتباره استراتيجية حربية.

## مزاعم التورط الإيراني
اتهم التحالف إيران بتقديم الدعم المالي والعسكري للحوثيين. في 9 أبريل، أشار وزير الخارجية الأمريكي جون كيري إلى وجود «إمدادات يتضح أنها قادمة من إيران»، بالإضافة إلى «عدد من الرحلات الجوية التي كانت تحلق فيها أسبوعيًا»، وحذر إيران من وقف دعمها المزعوم للحوثيين. نفت إيران هذه المزاعم.
في 11 أبريل، زعم المقاتلون المناهضون للحوثيين الذين يدافعون عن عدن أنهم أسروا ضابطين في فيلق القدس الإيراني، والذين يُزعم أنهم عملوا مستشارين عسكريين للميليشيات الحوثية في المدينة. لم يتكرر هذا الادعاء. نفت إيران وجود أي قوة عسكرية إيرانية في اليمن.
أفاد خبير الشؤون اليمنية مايكل هورتون أن المزاعم التي تصف الحوثيين بأنهم عملاء لإيران مجرد «هراء».
وفقًا لوكالة فرانس بريس، زعم تقرير سري مُقدم إلى لجنة العقوبات الإيرانية التابعة لمجلس الأمن في أبريل 2015 أن إيران كانت تزود المتمردين الحوثيين بالأسلحة خلال الفترة بين 2009 و2013. أشارت اللجنة كذلك إلى عدم وجود تقارير عن أي شحنات أسلحة منذ عام 2013.
في 2 مايو، ذكر عبد اللهيان أن طهران لن تدع القوى الإقليمية تعرض مصالحها الأمنية للخطر.
أفاد مسؤولون أمريكيون أنه في أواخر عام 2014، ثنت إيران المتمردين الحوثيين عن الاستيلاء على العاصمة اليمنية، ما ألقى بمزيد من الشك حول مزاعم أن المتمردين يخوضون حربًا بالوكالة نيابة عن إيران. صرحت متحدثة باسم مجلس الأمن القومي الأمريكي أن تقييم المجلس للوضع ما زال يشير إلى أن «إيران لا تمارس شكلًا من القيادة والسيطرة على الحوثيين في اليمن».
في 6 مايو، صرّح المرشد الأعلى الإيراني آية الله علي خامنئي قائلًا «أن الأمريكيين يؤيدون مقتل السكان اليمنيين بلا خجل، بينما يلقون التهم على إيران بالتدخل في ذلك البلد وإرسال أسلحة عندما تسعى إيران فقط لتقديم المساعدات الطبية والغذائية».
في 26 سبتمبر 2015، زعمت المملكة العربية السعودية أن قوات التحالف العربي اعترضت زورق صيد إيراني محمل بالأسلحة، بما في ذلك صواريخ وقذائف مضادة للدبابات، وضبطته في بحر العرب، على بعد 240 كيلومتر (150 ميل) جنوب شرق ميناء صلالة العماني. في مايو 2019، شنت الميليشيات الحوثية هجومين على محطتي ضخ تديرهما أرامكو السعودية. ذكر أنس الحاجي، خبير النفط، إن مثل هذا الهجوم يهدف إلى إلحاق الضرر بخطوط الأنابيب المذكورة لأنها تحل محل أنابيب النفط في مضيق هرمز.

## الولايات المتحدة
في مارس 2015، أعلن الرئيس باراك أوباما عن سماحه للقوات الأمريكية بتقديم الدعم اللوجستي والاستخباراتي للسعودية في تدخلها العسكري في اليمن، وإنشاء «خلية تخطيط مشتركة» مع المملكة العربية السعودية. انطوى الدعم على توفير الوقود جوًا للسماح لطائرات التحالف بالطيران فوق اليمن لأطول فترة، وإتاحة طائرات القاعدة الرئيسية لبعض أعضاء التحالف بدلًا من نقلهم إلى المملكة العربية السعودية.
وفقًا للتقارير الصحفية، ورد أن الكثير من أعضاء قيادة العمليات الخاصة للولايات المتحدة الأمريكية ينحازون لصالح الحوثيين، لأنهم كانوا فعالين في مكافحة القاعدة وداعش مؤخرًا، «وهو أمر فشلت مئات الهجمات الأمريكية بطائرات دون طيار وأعداد كبيرة من مستشاري الجيش اليمني في تحقيقه». أشار أحد قادة القيادة المركزية الأمريكية إلى أن «السبب في عدم إفصاح السعوديين عن خططهم هو أنهم كانوا يعلمون أننا كنا سنخبرهم بالضبط بما نعتقده –أنها فكرة سيئة». على حد تعبير خبير الشؤون اليمنية مايكل هورتون، كانت الولايات المتحدة «القوات الجوية الإيرانية في العراق» و «القوات الجوية للقاعدة في اليمن». وفقًا لتقرير صادر عن قناة الجزيرة، قد يكون أحد أسباب الدعم الأمريكي هو المنطق الدبلوماسي المتمثل بتضييق معارضة السعودية للاتفاق النووي الإيراني من خلال دعمهم. يرى بعض القادة العسكريين الأمريكيين أن مواجهة إيران لها أولوية استراتيجية على مكافحة القاعدة وداعش.
ذكر تقرير صادر بتاريخ 30 يونيو عن منظمة حقوق الإنسان أن قنابل أمريكية الصنع تُستخدم في هجمات عشوائية تستهدف المدنيين وتنتهك قوانين الحرب. وضع التقرير صور «بقايا قنبلة مارك 83 وزنها 1000 رطل صُنعت في الولايات المتحدة».
أشعل النائب الأمريكي تيد ليو مخاوف علنية بشأن الدعم الأمريكي للحرب التي تقودها السعودية في اليمن. في مارس 2016، أرسل رسالة إلى وزير الخارجية جون كيري ووزير الدفاع آش كارتر. كتب في الرسالة أن «الهجمات الجوية العشوائية على أهداف مدنية في اليمن تشير على ما يبدو إلى أن التحالف إما مهمل للغاية في أهدافه أو أنه يستهدف المدنيين الأبرياء عمدًا». تصاعدت مخاوف أمريكية بشأن الخسائر المدنية في الحرب التي تقودها السعودية في اليمن، واتضح أن التدخل العسكري الأمريكي غير فعال بسبب هجمات التحالف الجوية التي تستهدف المدنيين والمستشفيات.
في عام 2015، نشرت الولايات المتحدة قوات أمريكية خاصة لمساعدة الجيش السعودي في اعتراض الصواريخ.
في مارس 2016، ذكر تقرير صادر عن هيومن رايتس ووتش أن مشاركة الولايات المتحدة في عمليات عسكرية محددة، مثل اختيار الأهداف والتزود بالوقود الجوي خلال الغارات الجوية السعودية «قد تجعل القوات الأمريكية مسؤولة مشتركة عن انتهاكات قوانين الحرب التي ارتكبتها قوات التحالف». في سبتمبر، ذكرت صحيفة الغارديان أن واحدة من كل ثلاث غارات قصف أصابت مواقع مدنية.
في 13 أكتوبر 2016، أطلقت سفينة يو إس إس نيتزي صواريخ توماهوك على مواقع الرادار التي يسيطر الحوثيون عليها «في منطقة ذباب بمحافظة تعز، وهي منطقة نائية تطل على باب المندب مباشرة وتشتهر بصيد الأسماك والتهريب».
في عام 2017، أرسلت الولايات المتحدة مساعدات خارجية إلى اليمن بلغت قيمتها 599.099.937 دولارًا على الرغم من كونها داعمة للتدخل العسكري بقيادة السعودية.
طلب وزير الدفاع الأمريكي جيمس ماتيس من الرئيس دونالد ترامب إزالة القيود المفروضة على الدعم العسكري الأمريكي للسعودية. في فبراير 2017، أراد ماتيس اعتراض سفينة إيرانية في بحر العرب وتفتيشها للبحث عن أسلحة مهربة، والتي كانت ستُستخدم في «عمل حربي». في أبريل 2017، انتقد جاستن أماش ووالتر جونز وأعضاء آخرون في الكونغرس تورط الولايات المتحدة في الحملة العسكرية السعودية في اليمن، مؤكدين على أن القاعدة في اليمن «حليف فعلي للجيوش التي تقودها السعودية والتي تهدف إدارة ترامب إلى توطيد العلاقات والشراكة معها».
في نوفمبر 2017، اتهم السيناتور الأمريكي كريس مورفي الولايات المتحدة بالتواطؤ في كارثة اليمن الإنسانية.
في ديسمبر 2017، حثت إدارة ترامب على ضبط النفس في العمل العسكري السعودي في اليمن، وكذلك في قطر ولبنان.
أسفرت القنابل الأمريكية التي استخدمها التحالف عن مقتل مدنيين يمنيين خلال عام 2018، بما في ذلك قنبلة من طراز لوكهيد مارتن أصابت حافلة مدرسية في أغسطس، ما أسفر عن مقتل 51 شخصًا.
في أعقاب مقتل جمال خاشقجي في أكتوبر 2018، دعا وزير الخارجية الأمريكي مايك بومبيو ووزير الدفاع الأمريكي جيمس ماتيس إلى وقف إطلاق النار في اليمن في غضون 30 يومًا تلتها محادثات سلام بدأتها الأمم المتحدة. طلب بومبيو من السعودية والإمارات وقف هجماتهما الجوية على المناطق المأهولة بالسكان في اليمن. وصف رئيس لجنة الإنقاذ الدولية ديفيد ميليباند البيان الأمريكي بأنه «أهم إنجاز في الحرب اليمنية منذ أربع سنوات». تواصل الولايات المتحدة دعمها للتدخل الذي تقوده السعودية عن طريق بيع الأسلحة وتبادل المعلومات الاستخباراتية. في 10 نوفمبر 2018، أعلنت الولايات المتحدة أنها لن تعيد تزويد طائرات التحالف العاملة في سماء اليمن بالوقود. في 13 ديسمبر، صوت مجلس الشيوخ الأمريكي لإنهاء المساعدة العسكرية الأمريكية للمملكة العربية السعودية بسبب جرائم الحرب المزعومة المُرتكبة في اليمن.
انتهى تصويت مجلس الشيوخ الأمريكي حول مراجعة قرار صلاحيات الحرب وإنهاء الدعم العسكري الأمريكي للمملكة العربية السعودية بحصيلة أصوات بلغت 56 مقابل 41، وقدم البنتاغون مشروع قانون بقيمة 331 مليون دولار للسعوديين والإماراتيين لدعم الولايات المتحدة في الحرب الأهلية اليمنية. جرى تفصيل الحسابات وتحديد 36.8 مليون دولار مقابل تزويد الوقود و294.3 مليون دولار مقابل ساعات الطيران الأمريكية. صرح البنتاغون أن المملكة العربية السعودية لم تنفق أي مبالغ مالية منذ بداية الحرب.